# Nan Grey
Nan Grey (Houston, 1918. július 25.– San Diego, 1993. július 25.), amerikai színésznő.

## Élete
Grey a texasi Houstonban született Eschal Loleet Grey Miller néven. 1934-ben, 16 éves korában, édesanyjával Hollywoodba utazott nyaralni. Egy barátja rábeszélte egy filmes meghallgatásra, és végül szerepet kapott a filmekben.
Később Grey abba az iskolába járt, amelyet a Universal Studios tartott fenn a filmszerződéssel rendelkező gyermekek számára.
Grey 1934-ben debütált a Warner Bros. Tűzmadár (The Firebird) című filmjében. Az 1936-os Vadorzók hazája (Sea Spoilers) című filmben John Wayne partnere volt. Grey szerepelt Universal Monsters-filmekben is, mint az 1936-os Dracula lánya (1936) és az 1940-es A láthatatlan ember visszatér. Grey a rádióban is ismertségre tett szert, 1938 és 1945 között ő alakította Kathy Marshallt az NBC sikeres rádiós szappanoperájában, a Those We Love-ban. 
1939. május 4-én Grey feleségül ment Jack Westrope-hoz, az Egyesült Államok Lóverseny Hírességek Csarnokának zsokéjához Phoenixben, akitől két gyermeke született. A férfitől 1950-ben vállt el, és még ugyanazon év júniusában feleségül ment Frankie Laine énekeshez, akivel haláláig együtt volt.

## Halála
Nan Grey 1993. július 25-én, 75. születésnapján, szívelégtelenségben hunyt el.

## Filmjei
| Év   | Cím                                                       | Szerep                        | Megjegyzés |
| ---- | --------------------------------------------------------- | ----------------------------- | --- |
| 1934 | The St. Louis Kid                                         | első lány                     | jelenetét kivágták |
| 1934 | Tűzmadár (The Firebird)                                   | Alice von Attem               | |
| 1934 | Babbitt                                                   | Eunice Littlefield            | |
| 1935 | The Woman in Red                                          |                               | kisebb szerep, nincs feltüntetve a stáblistán                                                                              |
| 1935 | Mary Jane's Pa                                            | Lucille Preston               | |
| 1935 | The Affair of Susan                                       | Miss Skelly                   | |
| 1935 | His Night Out                                             |                               | kisebb szerep, nincs feltüntetve a stáblistán                                                                              |
| 1935 | The Great Impersonation                                   | Middleton lánya               | nincs feltüntetve a stáblistán                                                                                             |
| 1936 | Next Time We Love                                         | Ingenue                       | nincs feltüntetve a stáblistán                                                                                             |
| 1936 | Hontalanok (Sutter's Gold)                                | Ann Eliza Sutter              | |
| 1936 | Makrancos menyasszony (Love Before Breakfast)             | Telefonos lány                | nincs feltüntetve a stáblistán                                                                                             |
| 1936 | Drakula lánya (Dracula's Daughter)                        | Lili                          | magyar hangja: Haffner Anikó                                                                                               |
| 1936 | Nobody's Fool                                             | Young Girl                    | nincs feltüntetve a stáblistán                                                                                             |
| 1936 | Crash Donovan                                             | Doris Tennyson                | |
| 1936 | Vadorzók hazája (Sea Spoilers)                            | Connie Dawson                 | |
| 1936 | Három kis ördög (Three Smart Girls)                       | Joan                          | |
| 1937 | Let Them Live                                             | Judith Marshall               | |
| 1937 | The Man in Blue                                           | June Hanson                   | |
| 1937 | Love in a Bungalow                                        | Mary Callahan                 | |
| 1937 | Some Blondes Are Dangerous                                | Judy Williams                 | |
| 1938 | The Jury's Secret                                         | Mary Norris                   | |
| 1938 | The Black Doll                                            | Marian Rood                   | |
| 1938 | Reckless Living                                           | Laurie Andrews                | |
| 1938 | Danger on the Air                                         | Christina 'Steenie' MacCorkle | |
| 1938 | Girls' School                                             | Linda Simpson                 | |
| 1938 | Istenítélet a tengeren (The Storm)                        | Peggy Phillips                | |
| 1939 | Three Smart Girls Grow Up                                 | Joan Craig                    | |
| 1939 | Ex-Champ                                                  | Joan Grey                     | |
| 1939 | A kis csitri (The Under-Pup)                              | Priscilla Adams               | |
| 1939 | III. Richárd (Tower of London)                            | Lady Alice Barton             | |
| 1940 | A láthatatlan ember visszatér (The Invisible Man Returns) | Helen Manson                  | |
| 1940 | A titkok kastélya (The House of the Seven Gables)         | Phoebe Pyncheon               | |
| 1940 | Sandy a felhőkarcolón (Sandy Is a Lady)                   | Mary Phillips                 | |
| 1940 | Fiatal ördögök (You're Not So Tough)                      | Millie                        | |
| 1940 | Margie                                                    | Margie                        | |
| 1940 | A Little Bit of Heaven                                    | Janet Loring                  | |
| 1941 | Under Age                                                 | Jane Baird                    | |
| 1960 | Rawhide                                                   | Carlie Evans                  | a stáblistán Nan Grey Laine néven szerepelt, televíziós sorozat, 3. évad 6. Incident on the Road to Yesterday című részben |